# Габела (Бјела)
Габела је насеље у Италији у округу Бијела, региону Пијемонт.
Према процени из 2011. у насељу је живело 55 становника. Насеље се налази на надморској висини од 355 м.